# Яйлата
 Тази статия е за националния археологически резерват.  За защитената местност вижте Яйлата (защитена местност).  
Яйлата (на турски: yayla, яйла̀ – плато, високо пасище) е национален археологически резерват в област Добрич.
Разположен е на 2 km южно от Камен бряг и на 18 km североизточно от Каварна. Представлява приморска тераса с площ 300 декара, отделена от морето от скални масиви с височина 50 – 60 m.
Местността Яйлата е обявена за археологически резерват с решение на Министерския съвет през 1989 г.
За опазване на защитени видове растения и животни и техните местообитания е обявена защитената местност „Яйлата“.

## Описание и особености
Яйлата представлява голяма скална тераса, разположена на 10 – 15 m над морското равнище и приблизително толкова под континенталното ниво. Акваторията на мястото тук е открита за бурните ветрове, и в наши дни, както и в древността, не предлага почти никакви условия за пристанище.
В местността Голяма Яйла е разположен „пещерен град“ от 101 т. нар. „жилища“ – естествени пещери, дооформени от човешка ръка, датирани към V хилядолетие пр.н.е. Те са разположени на няколко нива в скалите и са използвани в продължение на хилядолетия.
На изсечено в скалите светилище при Яйлата са извършени астрономически изследвания от екип, ръководен от специалиста по морска история и археология Калин Порожанов. Светилището се намира в северната част на Яйлата, в близост до югоизточния край на Камен бряг. То е разположено върху обособена релефна скална издатина, от която се открива отличен обзор към обширната част на източния хоризонт. От всички запазени изкуствено изработени в скалата елементи най-характерни са подравнената площадка с правоъгълни, трапецовидни и овални плитки вдълбавания; линейните и ъгловите издълбавания с различни размери; стълбището от три стъпала с югоизточно изложение и три скални гроба в подножието му с близки азимути на главните оси до надлъжната ос на светилището.
Главната ос на светилището е насочена към точката на зимното слънцестоене и се отнася според археоастрономите за вековете VI–V в. пр.н.е. (Описание на подобно светилище е запазено от Пиндар – той разказва, че аргонавтите видели издълбани в жертвеник (буквално „длани на ръце“), след като стигнали брега при устието на Аксинския понт и принесли кръвна жертва за успешен път по море. Това сведение от V в. пр.н.е. учените свързват с онези вдлъбнатини и улеи в скалите (естествени или издълбани от човешка ръка), които служели за жертвеници в древността. Предполага се, че освен за събиране на кръвта на жертвено животно, някои от издълбаните от човешка ръка ями в светилища вероятно са служели за събиране на дъждовна вода предвид големите размери на съоръженията. Водата обаче е използвана за култови нужди и вероятно е отъждествявана с някое божество на природните сили по подобие на малоазийските богове на бурята. Предполага се, че по споменатите стъпала на светилището вероятно са се изкачвали ритуални процесии – акт, който може да се разглежда като определен вид инициация, позната в Древна Тракия от разказа на Полиян за царя-жрец на племената кибрени и скабои Косинг, който демонстрирал пред съплеменниците си желанието да разговаря с боговете, изкачвайки се по дървени стълби към небето.
Според сведенията на антични автори като Помпоний Мела и Ариан т. нар. „Карийско пристанище“ се локализира около днешния нос Шабла, а цялата област (където се намира м. Яйлата) носи името Кария. Този топоним поставя редица въпроси, свързани с локализацията на племето кари, но като цяло етнокултурната им характеристика и локализацията им преди всичко по островите на Елада и Мала Азия ги свързват с трако-пеласгийската общност. В научната литература за тракийските племена, населявали Добруджанското Черноморско крайбрежие, се употребяват двусъставни названия като „гето-даки“ и „трако-гети“. Сборното наименование, появило се още през VI в. пр.н.е. у старогръцкия историк Хекатей от Милет, включва племена като кробизи, теризи, матунети и миргети.
Територията на днешното Добруджанското Черноморско крайбрежие е контактна зона между траките гети и скитите..

## Археологическо проучване
Археологически разкопки се правят редовно от 1980 г., като основен интерес на проучванията представляват ранновизантийската крепост, некрополите и пещерните комплекси. По своя архитектурен план гробните съоръжения се обособяват в няколко основни типа:
- пещерен тип с малки шахтовидни преддверия със или без стъпала;
- гробници, при които камерите са със сравнително голям, обикновено правоъгълен или елипсовиден отвор към повърхността, затварян с дялани каменни плочи (обикновено този тип гробници са с по-добре оформени преддверия и стъпала);
- гробове с правоъгълна или елипсовидна форма, покривани с една или няколко дялани плочи (в този тип съоръжения са погребвани деца).

Най-системно е проучен т. нар. „Некропол № 1“, който се намира на около 700 m северно от ранновизантийското фортификационно съоръжение, разположено по венеца на извисяващия се на около 50 – 60 m над морето скалист бряг. Некрополът е разположен около издяланото в скалата светилище, като всички съоръжения са обърнати с лице към морето, по посока на изгряващото слънце.
„Некропол № 12“, от който са проучени 14 гробници, се намира източно от с. Камен Бряг. За разлика от „Некропол № 1“ гробниците са обособени на малки групи с ориентация както изток-запад, така и север-юг. Повечето от тях са с по-големи размери и много по-прецизно издялани. Особен интерес предизвиква „Гробница № 2“, на чиято източна стена е регистрирано силно изветряло стилизирано изображение на бича глава – единствената пластична украса, открита до този момент в изследваните некрополи.
С малки изключения почти всички гробници са били ограбени още в древността, а намереният гробен инвентар е датиран между II и V век. Гробниците са фамилни и са функционирали продължително време, като в някои от тях са открити до 15 скелета.
В северната част на м. Яйлата е частично запазена ранновизантийска крепост от края на V век, с останки на 4 кули и порта. Фортификационното съоръжение се издига в северната част на равнинната тераса – т. нар. „Голяма Яйла“. Мястото ѝ доминира над околния терен и е отделено от север и изток от морето с отвесни, високи над 20 m скални масиви. Тази особеност на релефа е използвана от архитектите на съоръжението и отбранителните крепостни стени са издигнати само от запад и юг. С лице към сушата пред западната стена се издигат четири плътни кули, а в източния край на южната стена е била разположена портата на крепостта. Във вътрешността на укрепеното селище е разкрита част от главната улица, водеща от входа към центъра на крепостта, и голяма сграда, която вероятно е служела за караулно посещение. Прилепеното към една от постройките каменно стълбище показва, че сградата е била на два етажа.
Крепостната порта е с 2 входа. Външният е бил преграждан със спускаща се врата (т.нар. „катаракта“), а вътрешният – с двукрила врата, залоствана с масивни дървени греди. Над входа, който е бил засводен, се е извисявала надвратната кула, осигуряваща по-добрата охрана на портата и терена около нея.
Откритият разнообразен археологически материал – изработени от мед, бронз, кост и глина предмети, както и многобройни монети, показват, че крепостта е изградена в края на V – началото на VI в. Животът ѝ продължава до последната четвърт на VI в., когато замира за около три века. През IX в. около нея възниква старобългарско селище. Както повечето селища в Добруджа, и това е унищожено от печенегите в средата на XI в. След тази дата селището е изоставено напълно.

## Археоастрономически изследвания
Анализирани са ориентации на почти всичките 120 скални гробници и оста на една сграда, за която се предполага, че е служела за светилище. Статистическото изследване (по критерий χ2) на приложените 2 основни начина за ориентиране (по магнитен компас и с наблюдение на Слънцето) показва, че магнитният компас е ненадежден при археоастрономически изследвания.
Установено е, че сградата на светилището е ориентирана към изгрева на Слънцето по време на зимното слънцестоене. Медианата на разпределението на ориентациите на гробните съоръжения, коригирана за рефракция (при визура в морето) показва, че скалните гробници са ориентирани преимуществено около ъгъл 23º39′ южно от изтока. Това отговаря на точната стойност на еклиптиката за изследваната епоха. (Авторите на изследването предлагат три възможни отговора за това съвпадение – наклонът на еклиптиката е бил положен „символично“, южно от източната посока, като осите на отделните гробници са били трасирани в същата посока (разбира се приблизително – т.е. с отклонения); посоката е маркирала изгрева на Слънцето в точка с деклинация –16º56′ (2 – 3. II или 9 – 10. ХI); осите на гробниците са били трасирани по оста на светилището, но с отдалечаване от него грешките в ориентацията са довели до отклонения от порядъка на ±10°).

## Опазване и социализация
Първите стъпки към опазването на археологическите обекти на територията на Яйлата са направени едва през 1989 г., когато старините на територията на едноименната местност до с. Камен бряг са обявени за Национален археологически резерват, разположен на площ около 300 декара. Разработен е проект по програма ФАР на Европейския съюз за „туристическа атракция и развита достъпна инфраструктура“ до обектите.
През Средновековието пещерният комплекс е използван за жилище, а след XI в. мястото се използва за монашески килии и църкви.
Най-забележителната сред скалните църкви е „Клисе маара“ („Св. св. Константин I и Елена“), като второто си наименование пещерата получава през XIX в. от преселилото се в с. Камен бряг християнско население, което след няколковековно прекъсване възражда отново религиозния живот на това култово място. Многобройните кръстове в трите помещения и прабългарският рунически знак във второто отделение на пещерата свидетелстват, че през Ранното Средновековие мястото е било християнска църква, която действала поне до края на XI в.